# Myszewo (gmina)
Myszewo (do 1947 Myszkowo) – dawna gmina wiejska istniejąca w latach 1945–1954 w woj. gdańskim (dzisiejsze woj. pomorskie). Nazwa gminy pochodzi od wsi Myszewo (początkowo Myszkowo), lecz siedzibą władz gminy były Lasowice Wielkie (Leżwice Wielkie).
Gmina Myszkowo powstała po II wojnie światowej (1945) w części byłego Wolnego Miasta Gdańsk, w której utworzono tymczasowy powiat nytyski (ziemie te wchodziły w skład tzw. IV okręgu administracyjnego – Mazurskiego). 7 kwietnia 1945 gmina – wraz z pozostałym obszarem byłego Wolnego Miasta Gdańsk – weszła w skład nowo utworzonego woj. gdańskiego, po czym obszar powiatu nytyskiego przyłączono do powiatu gdańskiego. Z końcem 1947 roku nazwę zmieniono na Myszewo.
1 stycznia 1949 roku gminę przeniesiono do powiatu malborskiego w tymże województwie. Według stanu z 1 lipca 1952 roku gmina składała się z 10 gromad: Lasowice Małe, Lasowice Wielkie, Lipinka, Lubstowo, Myszewo, Nidowo, Pielica, Półmieście, Szawałd i Wierciny. 1 stycznia 1954 z gminy Myszewo wyłączono gromady Nidowo, Lubstowo i Wierciny, włączając je do nowo utworzonego powiatu nowodworsko-gdańskiego w tymże województwie: gromadę Nidowo do nowo utworzonej gminy Lubieszewo, a Lubstowo i Wierciny do nowo utworzonej gminy Kmiecin.
Gmina została zniesiona 29 września 1954 roku wraz z reformą wprowadzającą gromady w miejsce gmin. Jednostki nie przywrócono 1 stycznia 1973 roku wraz z kolejną reformą reaktywującą gminy.